# Orthepale

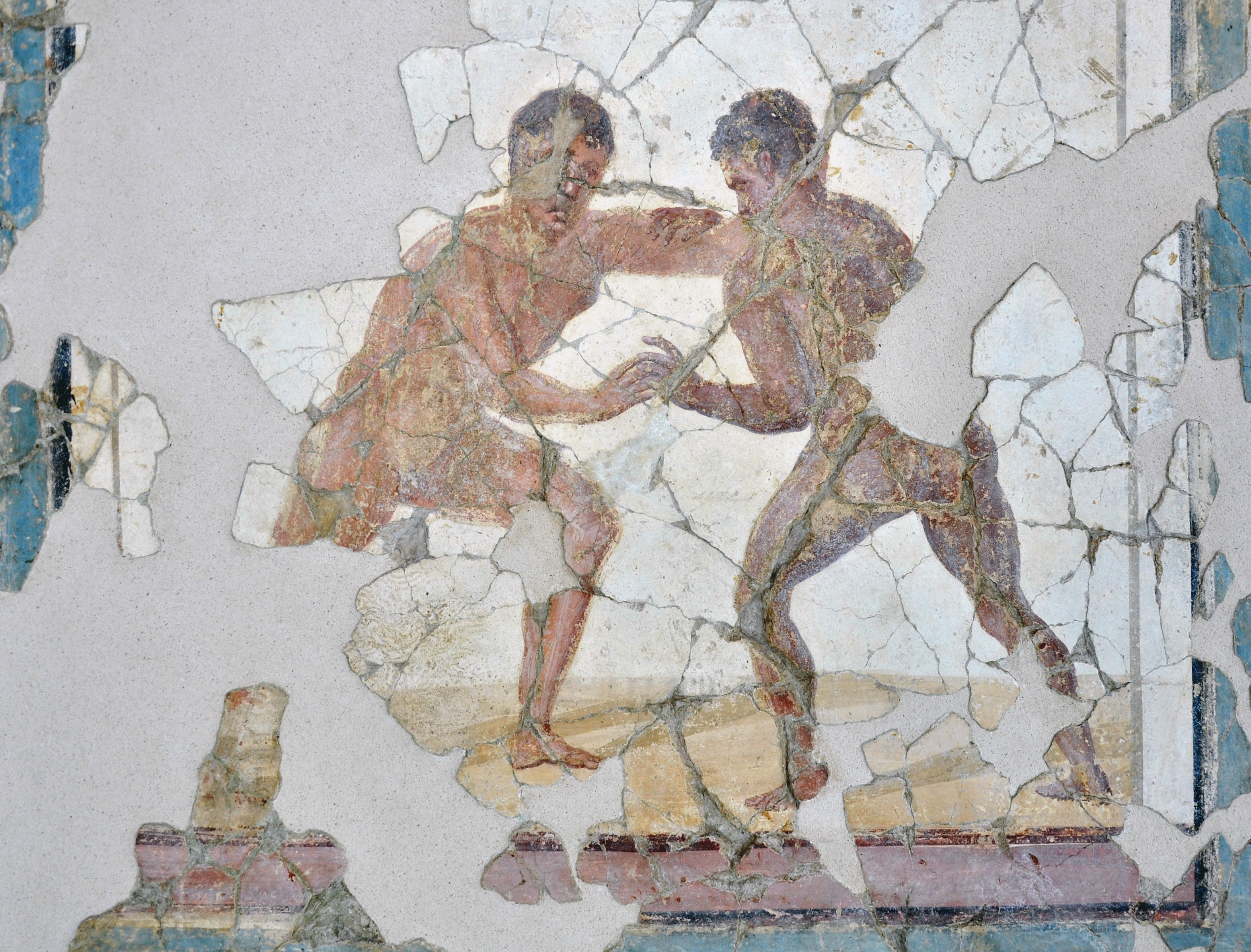
Lottatori in un dipinto romano del terzo secolo

L'orthepale o ortopalo era la specialità più tecnica e spettacolare della lotta greca nei giochi olimpici antichi. Si svolgeva con i due atleti ritti in piedi: risultava vincitore l'atleta che riusciva a far rovesciare e cadere l'avversario per tre volte; se i lottatori cadevano insieme, il punto veniva assegnato a colui che rimaneva sopra, e se la caduta avveniva su un fianco, la ripresa era considerata nulla. Il corpo degli atleti era completamente cosparso di olio per rendere difficoltosa la presa.